# Premium Action
Premium Action è stato un canale televisivo a pagamento edito da Mediaset. Il canale ha cominciato a trasmettere la sua programmazione il 1º aprile 2013.
Lo speaker ufficiale del canale era il doppiatore Riccardo Niseem Onorato.

## Storia
Nato sulla piattaforma Mediaset Premium originariamente come Steel, brand edito da NBC Universal a cui Mediaset collaborava fornendo le proprie fiction e occupandosi della raccolta pubblicitaria, Premium Action nasce a seguito di una riorganizzazione della piattaforma da parte di Mediaset che, oltre al cambio di nome, ne assume il controllo editoriale ereditando i contenuti finora trasmessi e puntando di più il palinsesto su film e serie televisive a carattere action. Ha incominciato le trasmissioni alle ore 06:00 del 1º aprile 2013, trasmettendo lo speciale Ultra.
Il 23 giugno 2015 a seguito della riorganizzazione editoriale della piattaforma Mediaset Premium, il canale viene lanciato anche nelle versioni in HD e timeshift +24 con la conseguente chiusura del canale in modalità SD. Il 19 aprile 2018 il canale torna a trasmettere esclusivamente in SD. Il 1º giugno 2018 viene chiusa la versione +24 e passa sui canali 316 e 460. Dal 1º giugno 2018 il canale viene reso disponibile anche all'interno della piattaforma Infinity nella sezione "Canali Live". Dal 4 giugno 2018 il canale entra anche all'interno della piattaforma Sky Italia al canale 125 in alta definizione.
Da aprile 2019 il canale è disponibile anche su Sky Go. Dal 1º giugno 2019, a seguito della chiusura di Mediaset Premium, il canale è rimasto disponibile esclusivamente sulle piattaforme Infinity e Sky Italia. Dal 1º aprile 2021 è disponibile anche in HD su Sky Go. Dall'8 aprile 2021, con l'unione di Infinity e Mediaset Play nella nuova piattaforma Mediaset Play Infinity, il canale è disponibile su Infinity+. Il 10 gennaio 2022 Premium Action, assieme agli altri canali a pagamento del gruppo Mediaset, cessa le trasmissioni.

## Palinsesto

### Serie TV
- 666 Park Avenue
- American Odyssey
- Almost Human
- Arrow (st. 6-8)
- Batwoman
- Believe
- Chicago Fire (st. 1-6)
- Covert Affairs
- The Vampire Diaries
- The Originals
- Chuck
- Cult
- Do No Harm
- Fringe
- Gotham
- Grimm
- I signori della fuga
- iZombie
- Legends of Tomorrow
- Nikita
- Orphan Black
- Revolution
- Spooks
- Supergirl
- Supernatural
- The 100
- The Flash
- Veritas: The Quest
- The Tomorrow People
- Transporter: The Series
- Lucifer (st. 1-3)
- Agent X
- The Brave
- Krypton
- Heroes
- Heroes Reborn
- The Last Kingdom
- Mr. Robot
- The Last Ship
- Containment
- Childhood's End
- Constantine
- Blood Drive
- Undercover
- Human Target
- Rescue Special Ops
- Camelot
- Moonlight
- V
- Smallville
- Alcatraz
- Terminator: The Sarah Connor Chronicles